# Conothele cambridgei
Conothele cambridgei är en spindelart som beskrevs av Tord Tamerlan Teodor Thorell 1890. Conothele cambridgei ingår i släktet Conothele och familjen Ctenizidae. Inga underarter finns listade i Catalogue of Life.